# El Rincón de Chorícuaro
El Rincón de Chorícuaro är en ort i Mexiko.   Den ligger i kommunen Tacámbaro och delstaten Michoacán de Ocampo, i den södra delen av landet, 240 km väster om huvudstaden Mexico City. El Rincón de Chorícuaro ligger 2 240 meter över havet och antalet invånare är 119.
Terrängen runt El Rincón de Chorícuaro är lite bergig, och sluttar söderut. Runt El Rincón de Chorícuaro är det ganska tätbefolkat, med 65 invånare per kvadratkilometer. Närmaste större samhälle är Tacámbaro de Codallos, 12,3 km sydväst om El Rincón de Chorícuaro. I omgivningarna runt El Rincón de Chorícuaro växer huvudsakligen savannskog.